# John Vereker
Le field marshal John Standish Surtees Prendergast Vereker Gort (plus connu sous le nom de John Gort), 6e vicomte Gort (10 juillet 1886 – 31 mars 1946), est un militaire britannique qui participa aux deux guerres mondiales, fut élevé au rang de field marshal et obtint la croix de Victoria.

## Biographie
Il naquit à Londres et passa son enfance dans l'île de Wight.
Il succéda à son père, John Cage Prendergast Gort (décédé le 15 août 1902), comme 6e vicomte Gort en 1902.
Il fit ses études au collège d'Eton, à Harrow School, puis entra à l'Académie royale militaire de Sandhurst en janvier 1904. Il fut nommé sous-lieutenant aux Grenadier Guards le 16 août 1905.
À la mort du roi Édouard VII en 1910, il commanda le détachement chargé d'accompagner le catafalque et fut fait membre de l'ordre royal de Victoria (MVO).
La même année, il alla chasser l'élan au Canada et tua accidentellement son guide indien, ce qui lui valut un retour rapide en Grande-Bretagne.
Le 22 février 1911, il épousa Corinna Vereker, une cousine au deuxième degré. Ils eurent trois enfants : Charles en 1912, Joscelyn en 1913 et Jacqueline en 1914. Ils divorcèrent en 1925.
Le 3 septembre 1913, il fut nommé aide de camp du général commandant de la région militaire de Londres.
Pendant la Première Guerre mondiale, il combattit sur le front de l'Ouest ; reçut neuf citations et fut décoré de la croix militaire (3 juin 1915), de l'ordre du Service distingué à trois reprises (4 juin 1917, 26 septembre 1917 et 11 janvier 1919) et de la croix de Victoria (27 novembre 1918). Il termina la guerre avec le grade de lieutenant-colonel.
Pendant l'entre-deux-guerres, il suivit d'abord les cours du Staff College (en), à Camberley, avant d'y être nommé instructeur en 1921. Il fut nommé colonel en 1925 et envoyé en 1927 à Shanghai pour rendre compte au roi de la situation en Chine.
Il fut ensuite nommé commandant de la brigade de la Garde (1930-1932), puis commandant de l'École de guerre de Camberley (1936-1937). Il fut ensuite nommé directement général d’armée en 1937 et chef de l'état-major impérial (1937-1939).
Au début de la Seconde Guerre mondiale, il fut nommé commandant en chef du British Expeditionary Force (BEF), en France, où il débarqua le 19 septembre 1939. Lors de la percée allemande dans les Ardennes en 1940, il fut coupé des forces françaises et, le 25 mai, il prit la décision, malgré les instructions du gouvernement britannique d'attaquer vers le sud, d'organiser l'évacuation de ses troupes à Dunkerque sans prévenir l'armée belge, qui se trouva donc encerclée. L'amiral Keyes, officier de liaison auprès du roi des Belges Léopold III et de son état-major, eut à ce sujet un témoignage révélateur rapporté dans le livre de son fils Un règne brisé en citant cette phrase de Gort : « Les Belges nous considèrent-ils comme de vrais salauds ? ».
On saura plus tard que l'ordre de retraite venait de Londres (en 1984, la confirmation en sera faite par Lord Keyes, le fils de l'amiral Keyes), mais les Belges et les Français l'ignoraient.
Il fut promu chevalier grand-croix de l’ordre du Bain (GCB) le 4 juin 1940 et grand-croix de la Légion d'honneur.
Par la suite, il ne recevra que des commandements secondaires comme inspecteur général de la Home Guard et responsable de l'entraînement des forces armées (1940-1941), et gouverneur de Gibraltar en mai 1941 puis de Malte en mai 1942.
Promu field marshal le 1er janvier 1943, il fut haut commissaire en Palestine et en Transjordanie, et commandant en chef en Palestine d'août 1944 à novembre 1945. Il mourut le 31 mars de l'année suivante.

## Honneurs et distinctions
- 6e vicomte Gort (1902)
- Croix de Victoria (VC-1918)
- Chevalier grand-croix de l'ordre du Bain (GCB-1940)
- Commandeur de l'ordre de l'Empire britannique (CBE-1928)
- Compagnon du Distinguished Service Order avec 2 barrettes (DSO and 2 Bars-1919)
- Membre de l'ordre royal de Victoria (MVO-1910)
- Croix militaire (Royaume-Uni) (MC-1915)
- Chevalier du Très vénérable ordre de Saint-Jean (KStJ-1942)
- Grand-croix de la Légion d'honneur (1940)